# Riu Petxenga
El Petxenga (en rus Печенга) és un riu de l'oblast de Murmansk, Rússia situat a la Península de Kola. El Districte de Petxenga i la ciutat de Petxenga es diuen així per aquest riu. Aquest riu desemboca a la Badia de Petxenga del Mar de Barents.
Aquest riu fa 110 km de llargada i la seva conca és de 1.680 km², el seu cabal és de 73 m3 per segon. Neix al llac Mometjauri a 134 m d'altitud. Els seus afluents principals són el Namajoki i el Petit Petxenga.
El riu està molt contaminat per metalls pesants per la mineria que es fa a la seva conca de drenatge.